# Micah Richards
Micah Lincoln Richards (Birmingham,  24 de junio de 1988) es un exfutbolista británico. Jugaba de defensa y fue profesional entre 2005 y 2019.

## Carrera
Sus inicios en el fútbol los realizó en las divisiones inferiores del Oldham Athletic y luego pasó a formar parte en las divisiones inferiores del Manchester City.
Debutó con la camiseta del Manchester City en octubre de 2005. Conjunto en el cual se consolidó como jugador. Ha sido parte esencial del equipo ya que es de los pocos jugadores que han surgido de las divisiones inferiores de "the Citizens".
En 2011 logró coronarse como campeón de la FA Cup, venciendo al Stoke City por 1-0, y consiguiendo así su primer título como jugador del Manchester City. Gracias a sus buenas actuaciones, Richards fue convocado en diversas ocasiones a la selección inglesa.
En la temporada 2011-12 ganó la Premier League con el Manchester City.
El 26 de julio de 2019 anunció su retirada tras casi tres años sin jugar debido a las continuas lesiones sufridas.

## Selección nacional
Micah ha jugado con la selección inglesa sub-21 y también con la selección absoluta. El 2 de julio de 2012 fue convocado por la selección de fútbol del Reino Unido para jugar los Juegos Olímpicos de Londres 2012.

## Clubes
| Club                    | País       | Año       |
| ----------------------- | ---------- | --------- |
| Manchester City         | Inglaterra | 2005-2015 |
| ACF Fiorentina (cedido) | Italia     | 2014-2015 |
| Aston Villa             | Inglaterra | 2015-2019 |

## Palmarés
| Título          | Club            | País       | Año     |
| --------------- | --------------- | ---------- | ------- |
| FA Cup          | Manchester City | Inglaterra | 2010-11 |
| Premier League  | Manchester City | Inglaterra | 2011-12 |
| Copa de la Liga | Manchester City | Inglaterra | 2013-14 |
| Premier League  | Manchester City | Inglaterra | 2013-14 |